# Chaerocina jordani
Chaerocina jordani là một loài bướm đêm thuộc họ Sphingidae. Loài này có ở highlands của Ethiopia.
Chiều dài cánh trước là 37–38 mm. Đầu và thân có màu lục đậm sáng.